# إبراهيم العتيبي
إبراهيم العتيبي مواليد 15 يناير 1997 في السعودية، هو لاعب كرة قدم سعودي.

## مسيرة اللاعب
لعب في بداياته في نادي التعاون و أعير لفترة لنادي الدرعية و لعب بعدها مع نادي العلا.

## روابط خارجية
- إبراهيم العتيبي على موقع قاعدة بيانات كرة القدم.إي يو (الإنجليزية)
- إبراهيم العتيبي على موقع Soccerway.com (الإنجليزية)